# Д’Эльбе, Морис
Мори́с Жозе́ф Луи́ Гиго́ д’Эльбе́ (фр. Maurice Joseph Louis Gigost d'Elbée; 21 марта 1752, Дрезден, Саксония — 6 января 1794, Нуармутье, Франция) — французский военный деятель, роялист. В 1793—1794 годах — Верховный главнокомандующий и генералиссимус Вандейских роялистов, сражавшихся против французских республиканцев.

## Биография
Родился в Дрездене. В 1777 году переехал во Францию, где начал военную карьеру, достиг звания лейтенанта, но в 1783 году уволился из армии и женился. После женитьбы стал вести уединённый образ жизни в Бопро (Анжу). Позже он также служил офицером в армии принца-курфюрста Саксонии. Когда во Франции произошла революция, д’Эльбе вновь отправился на родину, потому что поддерживал революцию и 14 июля 1790 года принял участие в Празднике Федерации в Париже, где представлял Мэн и Луару.
В 1793 году в Бретани и Вандее вспыхнули антиякобинские мятежи. Крестьяне из окрестностей Бопрео, поддержавшие эти выступления, вошедшие в историю как Вандейский мятеж, избрали своим лидером Мориса д’Эльбе, на что тот охотно согласился. Силы, возглавляемые д’Эльбе, примкнули к повстанцам под началом маркиза де Лескюра, Шарля де Боншана, Жака Кателино и Жана Николя Стоффле. 
Митрополит Антоний Сурожский в своей лекции о молитве приводит в пример религиозные и моральные качества д’Эльбе, который предотвратил расстрел пленных, как было после сражения при Шемиле.  
После внезапной гибели Жака Кателино 14 июля 1793 года д’Эльбе, также участвовавший в походе роялистов на Нант, на военном совете командиров вандейцев получил звание генералиссимуса и стал верховным главнокомандующим повстанцев. Под его руководством войска вандейцев одержали ряд побед над республиканцами, в том числе при Короне и Больё, но потерпели два тяжелых поражения перед Люсоном. В сражении при Люсоне 14 августа, потерпев поражение, д’Эльбе сумел вывести вандейцев и спас их от полного разгрома.

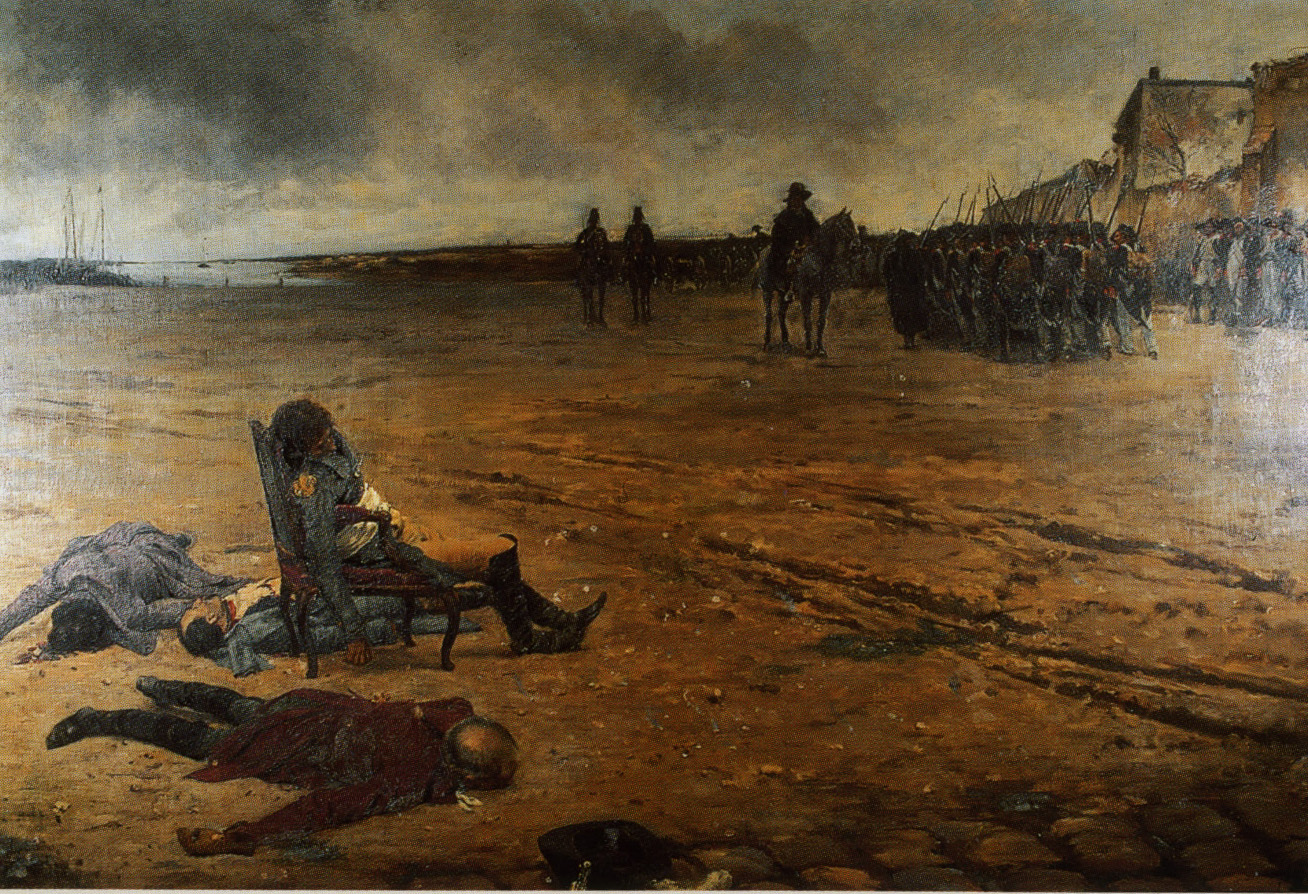
Картина художника Жюльена Леблана, много работ посвятившего теме Вандейского восстания, «Смерть генерала д’Эльбе», XIX век

В битве при Шоле 17 октября 1793 года вандейская армия потерпела тяжёлое поражение, а её вождь был тяжело ранен. После битвы раненый д’Эльбе был перевезен в Бопрео, а затем переправлен на остров Нуармутье. 3 января 1794 года республиканские войска высадились на острове, и вандейский гарнизон капитулировал. Д'Эльбе был обнаружен и взят в плен войсками генерала Луи Мари Тюрро. Все вандейские пленные были расстреляны по приказу представителей в миссии. Д'Эльбе был казнен между 6 и 9 января 1794 года. Неспособного ходить, его отнесли на кресле на площадь и расстреляли сидящего. Его тело было погребено во рву замка Нуармутье.
.